# SGE-201
SGE-201 je agonist NMDA receptora.